# Die Vereinigten Staaten von Gross-Österreich
Die Vereinigten Staaten von Gross-Österreich – książka wydana w 1906 przez Aurela Popovici, postulująca gruntowną reformę Austro-Węgier i przekształcenia ich w państwo federalne.

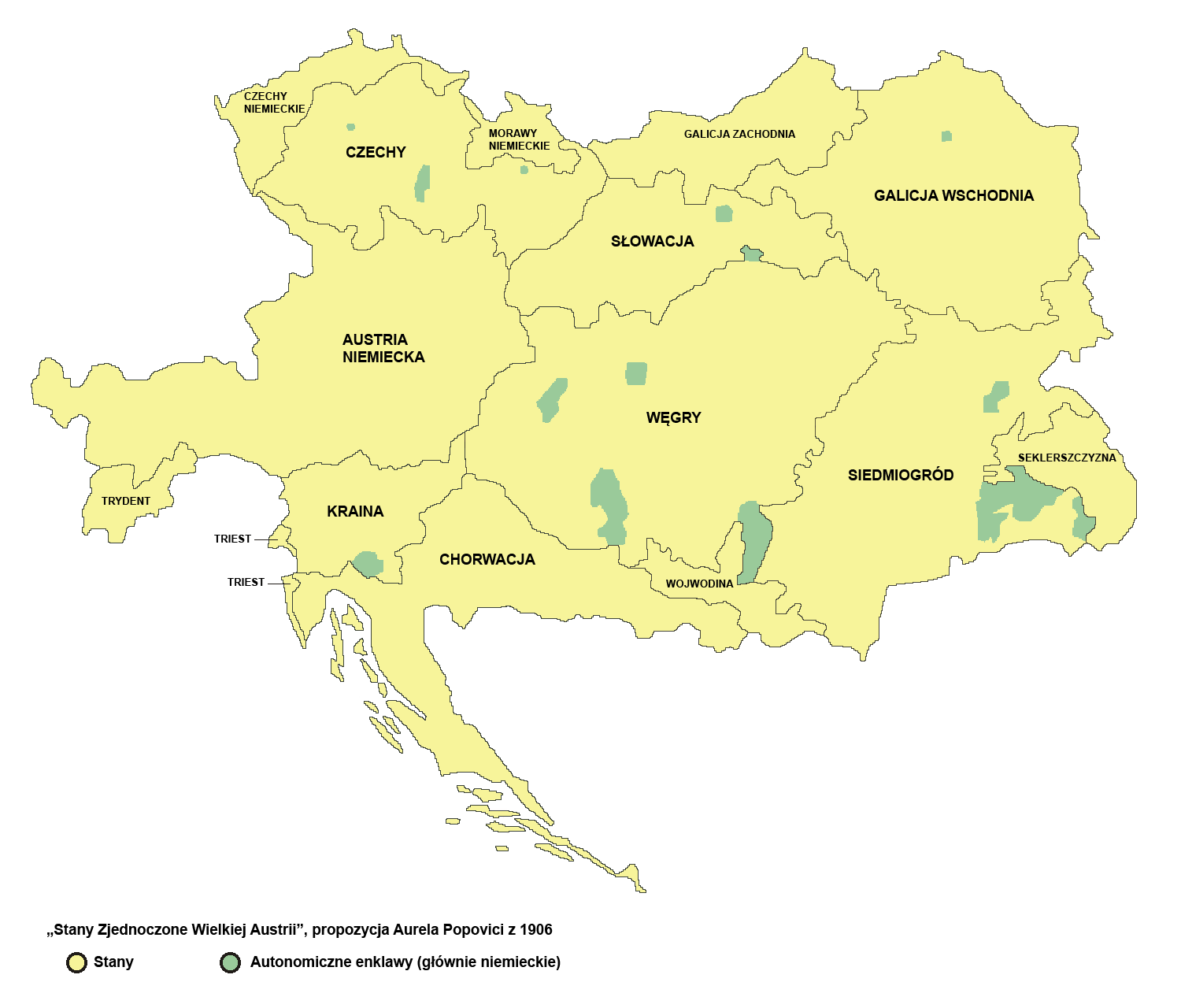

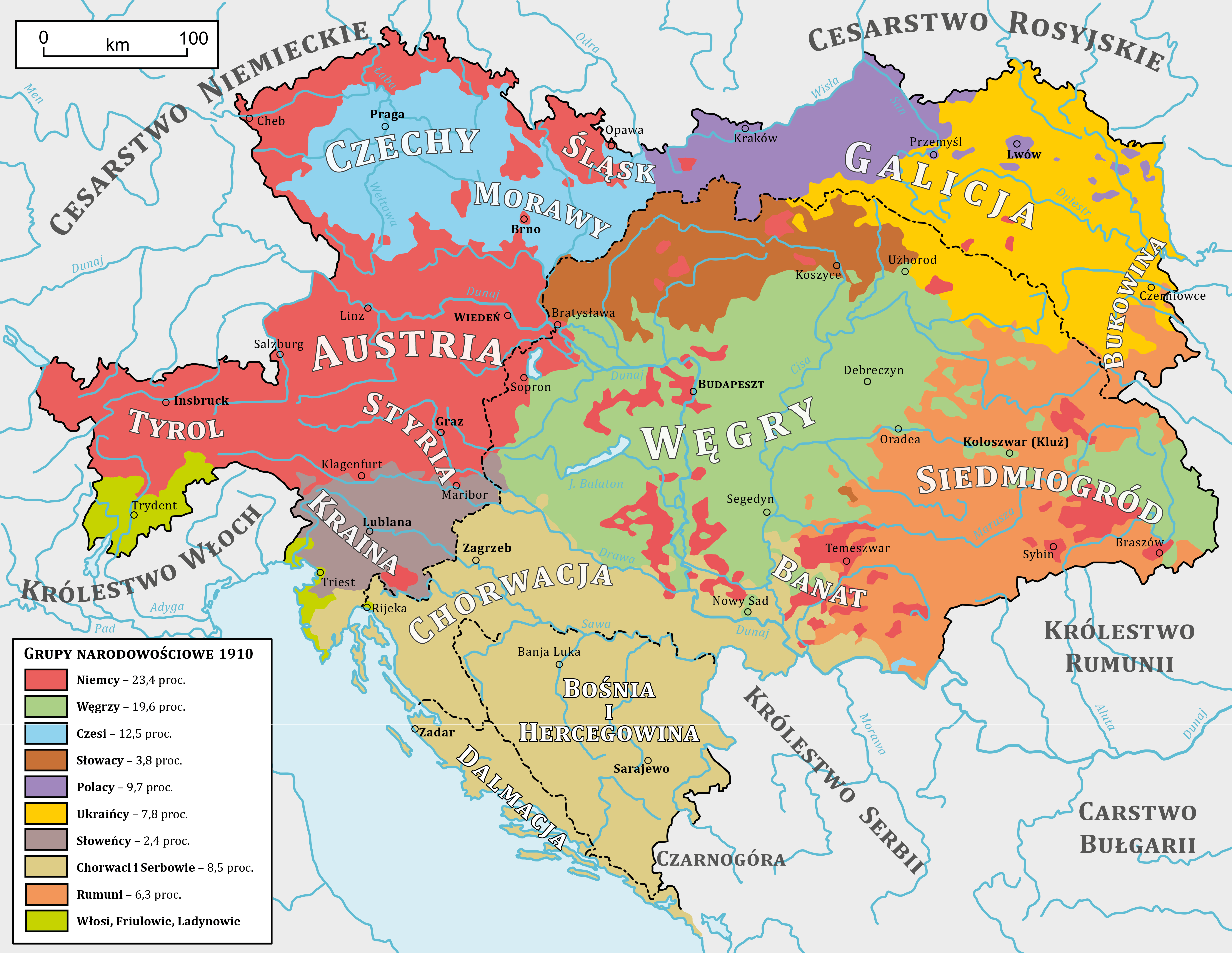

Postulował on podział państwa na 15 okręgów (stanów), według kryterium etnicznego:
- Austria Niemiecka – kraje alpejskie, zachodnia część Węgier i część południowych Czech i Moraw (Niemcy)
- Morawy Niemieckie – część Moraw i Śląska Austriackiego (Niemcy)
- Czechy Niemieckie – część północno-zachodnich Czech (Niemcy)
- Czechy – pozostała część Czech i Moraw (Czesi)
- Galicja Zachodnia (Polacy)
- Galicja Wschodnia – wraz z częścią Bukowiny i Rusi Podkarpackiej (Ukraińcy)
- Siedmiogród – wraz z południową częścią Bukowiny i południowo-wschodnią częścią Węgier (Rumuni)
- Dalmacja, Chorwacja i Fiume (Chorwaci)
- Słowenia – Kraina i inne drobne części Austrii i Węgier (Słoweńcy)
- Słowacja (Słowacy)
- Wojwodina (Serbowie)
- centralna część Węgier (Węgrzy)
- Kraj Seklerów – część Siedmiogrodu (Seklerzy)
- Trydent (Włosi)
- Triest z częścią Istrii i Gorycji (Włosi)

Wykrojenie okręgów w takim kształcie i pozostawienie statusu okupacyjnego Bośni i Hercegowiny przyniosłoby rezultat w postaci zachowania dominacji Niemców austriackich i Węgrów w monarchii.
Autor przewidywał ochronę mniejszości narodowych, autonomię kulturalną dla Żydów. Postulował wprowadzenie silnego rządu centralnego pod prezydencją kanclerza, z pięcioma komisjami: spraw zagranicznych, spraw wojskowych, spraw finansowych, spraw wewnętrznych, do spraw Bośni i Hercegowiny. W każdej z komisji powinni zasiadać przedstawiciele co najmniej 3 okręgów. Rządy poszczególnych okręgów zajmowałyby się wszystkimi sprawami nie zastrzeżonymi dla rządu centralnego.
Okręgi posiadałyby osobne sejmy stanowe, uchwalające własne konstytucje, pozostające w zgodzie z ogólną konstytucją państwa. Każdy z okręgów miałby na czele namiestnika, mianowanego przez cesarza, ale odpowiadającego przed sejmem stanowym.
Parlament ogólnopaństwowy miał składać się z dwu izb. Izba niższa miałaby być wybierana w powszechnym i tajnym głosowaniu bezpośrednim, przez dorosłych mężczyzn całego państwa.
Była to najbardziej rozbudowana koncepcja reformy państwa, nie wprowadzona jednak w życie.

## Literatura
- Henryk Wereszycki – „Pod berłem Habsburgów. Zagadnienia narodowościowe”, Kraków 1977.
- Gennadii Korolov, Federalistyczne utopie w Europie Środkowo Wschodniej (na początku XX wieku): projekty "Stanów Zjednoczonych" wobec małych narodów, in: Roman Baron Roman Madecki Jan Malicki, Czeskie badania nad Polska w kontekście Europy Środkowej i Wschodniej, Historický ústav, Praha 2016, s. 379-388.